# Рокитне (селище, Сарненський район)
Роки́тне (колишні назви — Охотникове, Рокитно) — селище в Україні, адміністративний центр Рокитнівської селищної громади Сарненського району Рівненської області. Населення становить 6704 особи (2019). Протягом 1927—1940 років було містом.
У селищі розташовані залізнична станція Рокитне-Волинське на лінії Коростень — Сарни, скляний, каменедробильний заводи, деревообробний комбінат, медичне училище.

## Географія
Селищем тече річка Бунів — права притока Льви.

### Клімат
Клімат у селищі вологий континентальний («Dfb» за класифікацією кліматів Кеппена). Опадів 643 мм на рік Найменша кількість опадів спостерігається в лютому й сягає у середньому 31 мм. Найбільша кількість опадів випадає в червні — близько 93 мм. Різниця в опадах між сухими та вологими місяцями становить 62 мм. Пересічна температура січня — -5,7 °C, липня — 18,6 °C. Річна амплітуда температур становить 24,3 °C.
| Клімат Рокитного                  | Клімат Рокитного | Клімат Рокитного | Клімат Рокитного | Клімат Рокитного | Клімат Рокитного | Клімат Рокитного | Клімат Рокитного | Клімат Рокитного | Клімат Рокитного | Клімат Рокитного | Клімат Рокитного | Клімат Рокитного | Клімат Рокитного |
| Показник                          | Січ.             | Лют.             | Бер.             | Квіт.            | Трав.            | Черв.            | Лип.             | Серп.            | Вер.             | Жовт.            | Лист.            | Груд.            | Рік              |
| Середній максимум, °C             | −2,7             | −1,4             | 3,3              | 12,5             | 19,3             | 22,9             | 23,9             | 23,1             | 18,4             | 11,8             | 4,6              | −0,1             | 11,3             |
| Середня температура, °C           | −5,7             | −4,7             | −0,4             | 7,6              | 13,7             | 17,5             | 18,6             | 17,7             | 13,4             | 7,8              | 2,1              | −2,6             | 7,1              |
| Середній мінімум, °C              | −8,7             | −7,9             | −4               | 2,7              | 8,2              | 12,1             | 13,3             | 12,3             | 8,4              | 3,8              | −0,4             | −5,1             | 2,9              |
| Норма опадів, мм                  | 38               | 31               | 31               | 47               | 59               | 93               | 89               | 68               | 57               | 43               | 43               | 44               | 643              |
| --------------------------------- | ---------------- | ---------------- | ---------------- | ---------------- | ---------------- | ---------------- | ---------------- | ---------------- | ---------------- | ---------------- | ---------------- | ---------------- | ---------------- |
| Джерело: Climate-Data.org (англ.) |                  |                  |                  |                  |                  |                  |                  |                  |                  |                  |                  |                  |                  |

## Історія
Виникнення Рокитного припадає на час промислового пожвавлення 1880-х років XIX століття, яке пов'язане з розбудовою робітничого містечка навколо склозаводу поблизу станції Охотникове на землях села Рокитне.
До 1922 року село було відоме під назвою Охотникове, що походило від прізвища власника землі, в якого бельгійський склозаводчик єврейського походження Розенберг у 1888 році купив невелику ділянку кварцових пісків, придатних для скловаріння, і відкрили тут примітивну гуту.
Поштовхом до швидкого розвитку села стало спорудження 1898 року заводу і прокладання на початку 1900 року залізничної колії Київ — Ковель. Лінія пройшла через селище, і тут спорудили залізничну станцію Рокитне. Охотникове входило до Кисорицької волості Овруцького повіту Волинської губернії. За Ризьким мирним договором у 1921 році Охотникове відійшло до Польщі.
У 1922 році селище перейменоване на Рокитне, а залізнична станція отримала назву — Рокитне-Волинське.
1 жовтня 1933 року селище було розширене за рахунок приєднання частини території гміни Кісориче з розміщеними на ній казармами Корпусу прикордонної сторожі.
У вересні 1939 року Рокитне в складі Західної України було приєднане до СРСР.
Після возз'єднання Західної та Східної України проводились роботи щодо розмежуванню районів і у 1940 році був утворений Рокитнівський район. Почали працювати перші державні органи влади. Головою виконавчого комітету районної Ради депутатів трудящих працював Поляков, головою селищної ради — Зак.
Під час німецько-радянської війни Рокитне входило до військової округи «Заграва» регіональної групи УПА-Північ.
11 листопада 1944 року біля селища у засідку УПА потрапила та була розгромлена рота 205-го окремого стрілецького батальйону 16-ї бригади НКВС. Бій тривав близько 3,5 годин. За даними УПА: загинуло 117 солдатів НКВС, а власні втрати склали 4 убитих та 12 поранення. За даними радянської сторони, підрозділ НКВС втратив убитими 26 людей, пораненими 10 і одного зниклим безвісти. Втрати УПА склали 70 людей убитими.
У квітні 1986 року селище постраждало від наслідків аварії на Чорнобильській АЕС і належить до третьої категорії населених пунктів, потерпілих від цієї катастрофи.
12 червня 2020 року, відповідно до  розпорядження Кабінету Міністрів України № 722-р «Про визначення адміністративних центрів та затвердження територій територіальних громад Рівненської області», утворена Рокитнівська селищна громада.
19 липня 2020 року, в результаті адміністративно-територіальної реформи та ліквідації Рокитнівського району, селище ввійшло до складу Сарненського району.
26 січня 2024 року, відповідно закону, селище міського типу буде перетворено на селище.

## Населення
Станом на 1 січня 2019 року населення становить 6704 особи.

### Мова
Розподіл населення за рідною мовою за даними перепису 2001 року:
| Мова       | Відсоток |
| ---------- | -------- |
| українська | 98,25 %  |
| російська  | 1,54 %   |
| білоруська | 0,13 %   |
| польська   | 0,01 %   |
| молдовська | 0,01 %   |

## Промисловість
Станом на грудень 2002 року в селищі працювало 5 промислових підприємств, 3 будівельні організації, 3 сільськогосподарські, 2 автотранспортні, 2 підприємства зв'язку, 2 комунальні та інші, 85—100 підприємств — приватні.
Пріоритетною галуззю промисловості в селищі є скляна промисловість. Серед промислових підприємств відомими за межами України є відкрите акціонерне товариство «Рокитнівський скляний завод», який в 1998 році святкував свій ювілей — 100-річчя з дня заснування. Питома вага продукції цієї галузі в загальному об'ємі промислового виробництва району становить 80-82 %.
Нині склозавод — це:
- підприємство, на якому річне виробництво пляшок різного асортименту становить понад 340 млн штук;
- виробник, що здійснює більше 30 % експортних поставок своєї продукції в країни Європи;
- володар більше десяти запатентованих власних розробок;
- сертифіковане за системою управління якістю ISO 9001:2008.

Суттєво наповнює бюджет селища Рокитнівський держлісгосп, який випускає в рік товарної продукції на суму більше 5 млн гривень. Це, в основному, пиловник хвойний і листяний, рубостійкий, стовпи на ДВП, фанера сировинна, дрова паливні, техсировина, тара ящична, заготовки пилені тощо.
Значну долю у випуску продукції займають товари народного споживання — дверні і віконні блоки, бетон товарний, ліжка, карнизи, штахетник, дранка штукатурна, консервна продукція.
ТзОВ «РВК-М» є виробником товарного бетону та цементних розчинів. Виробництво здійснюється на італійському бетонному заводі фірми « SAMI». Доставка бетону та розчинів проводиться автоміксерами ємністю 5 м³. Бетони РВК-М є надійним, сучасним будівельним матеріалом.
Продукція підприємства знаходить ринки збуту, в основному, в Україні, але держлісгосп займається і зовнішньоекономічною діяльністю, що становить майже 16 % реалізованої продукції. Це співпраця з фірмами Австралії, Німеччини, Польщі, Білорусі щодо експортних поставок заготовок пилених, дров технологічних, балансів соснових, живиці та ін.
У селищі триває процес приватизації та роздержавлення підприємств. Більше половини з них стали акціонерними товариствами.
Славиться рокитнівська земля своєю промисловістю будівельних нерудних матеріалів. На території району працюють 5 щебеневих заводів, серед них ТОВ «Рокитнівський спецкар'єр».

## Культура і освіта

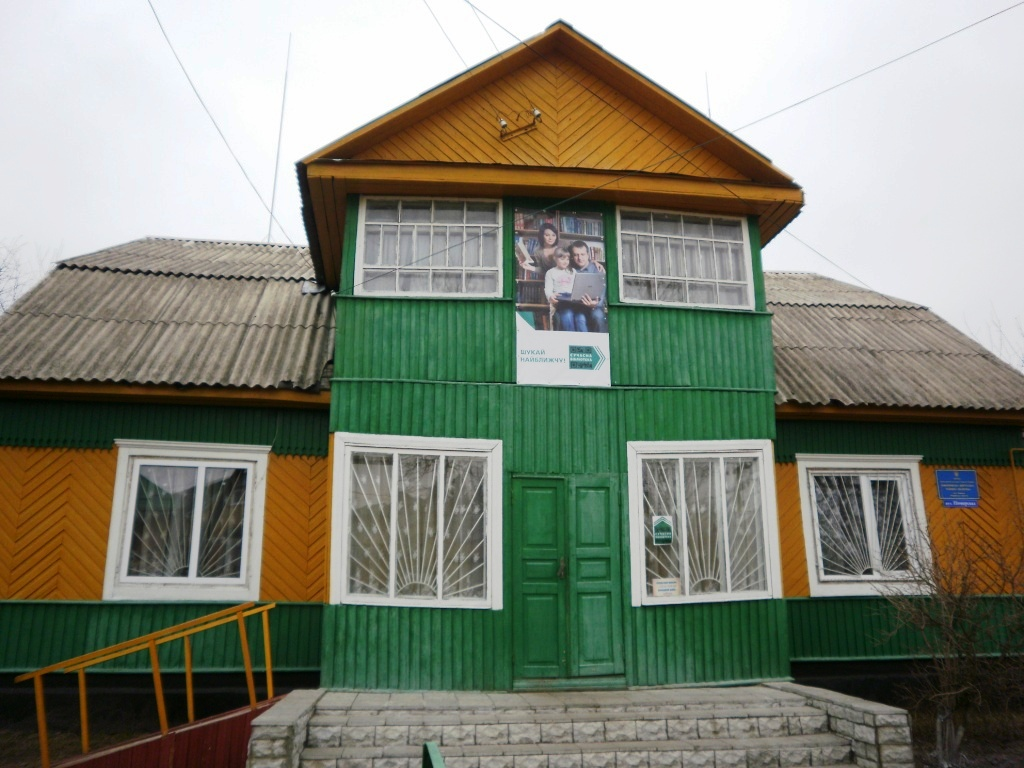
Будівля бібліотеки

У Рокитному функціонують дві середні школи, гімназія та три дитячих садки. Є в селищі медичне училище, яке готує фельдшерів, медсестер, стоматологів, зубних техніків та професійно-технічне, яке готує трактористів машиністів широкого профілю, слюсарів-ремонтників, монтажників, електрозварювальників, мулярів-штукатурів, столярів. В культурному житті селища важливе значення відіграють будинок культури, музична школа, 7 бібліотек.
виступає Народний аматорський ансамбль української пісні та Народний академічний хор селища.
На території селища діють три релігійні організації: українська православна церква, римсько-католицька та християн віри євангельської.

### Бібліотеки
- Рокитнівська центральна районна бібліотека. Бібліотека обслуговує понад 2,5 тисячі читачів на рік. До послуг користувачів понад 31 000 примірників книг та 42 назви періодичних видань.
- Рокитнівська районна бібліотека для дітей. Створена в 1955 році. Загальний книжковий фонд бібліотеки на 1 січня 2015 року складає 13608 тисяч примірників видань. З них 12684 тисяч примірників книг, 888 примірників періодичних видань, аудіо та електронних видань 36. Щорічно бібліотека передплачує в середньому 35 назв газет та журналів.[12]

## Символіка
20 травня 1997 року Рокитнівська селищна рада відповідним рішенням затвердила сучасний герб та прапор Рокитного (автори проєктів — Ю. Терлецький і А. Гречило).
Герб — щит скошений зліва, у верхньому синьому полі золоті рушниця та мисливський ріжок, у нижньому золотому полі — зелені вербові віти; щит увінчує срібна міська корона.
Прапор — квадратне полотнище; на зеленому тлі — жовта квітка азалії; лінії, що відходять від середини сторін прапора, відсікають білі трикутники.
Рушниця і мисливський ріжок символізують давню назву поселення — Охотникове, зелені вербові віти вказують на сучасну назву селища (рокита — верба), синій колір у гербі та білий у прапорі означають річки й озера, якими багатий цей край, а квітка азалії підкреслює своєрідність місцевої флори. Зелений колір — ліси, які оточують селище.

## Особистості
- Берташ Василь Михайлович — український політик. У 2010—2014 роках — голова Рівненської обласної державної адміністрації. Обирався депутатом Рівненської облради.
- Дежнюк Сергій Федорович — американсько-український теолог і історик.
- Лозян Мотя Архипівна (1922—2005) — народна художниця України.
- Лозян Йосип Іванович — «Заслужений раціоналізатор України», винахідник, кавалер ордена «За заслуги» III ступеню.
- Маринич Віталій Петрович (1992—2014) — солдат, Збройні сили України, учасник російсько-української війни.
- Масовець Богдан Петрович (* 1983) — начальник Управління гідрометеорології ДСНС України.
- Наливайко Степан Іванович — український сходознавець-індолог, письменник, перекладач. Член Національної спілки письменників України.
- Павлюк Олександр Миколайович (1963—2021) — старший лейтенант Збройних сил України, учасник російсько-української війни.
- Пахнюк Володимир Васильович (нар. 1967) — український правоохоронець.
- Сич Олександр Максимович — український політик, кандидат історичних наук
- Смик Ніна Василівна — письменниця.

#### Книги
- Коротун І. М., Коротун Л. К. Географія Рівненської області в 3-х частинах. — Рівне, 1996. — 274 с.
- Рудницька Л. В. Рокитнівський скляний завод у контексті еволюції соціальної структури міста (1896-1945 рр.). – Кваліфікаційна наукова праця на правах рукопису. Дисертація на здобуття ступеня доктора філософії за спеціальністю 032 «Історія та археологія». – Київський університет імені Бориса Грінченка, Київ, 2021.